# Marionette (groupe)
Pour les articles homonymes, voir Marionette.
Marionette était un groupe de death metal mélodique fondé en 2005 à Göteborg (Suède) et dissout en 2017. 
Leur label musical était Listenable Records.
Le groupe s'est distingué en remportant de nombreux concours de musique nationaux et internationaux. Inspiré par la scène japonaise du visual-kei, la brutalité du hardcore et du métal suédois, Marionette a apporté un nouvel éclairage au genre métal.

## Historique des membres[1]
| Noms                | Instruments    | Dates     |
| Alexander Andersson | Chant          | 2010–2017 |
| Axel Widen          | Chant          | 2005-2010 |
| Mikael Medin        | Guitare basse  | 2005–2017 |
| Anton Modig         | Guitare        | 2008–2017 |
| Aron Parmerud       | Guitare, chant | 2005–2017 |
| Linus Johansson     | Synthétiseur   | 2005–2017 |
| Jimmie Olausson     | Batterie       | 2005-2017 |

## Carrière
Lors de sa formation en 2005, alors que l'âge moyen des membres était de 16 ans, Marionette partage la scène avec les plus célèbres groupes de métal du monde: Machine Head, Slayer, Mastodon, Meshuggah, et Candlemass entre autres.
En janvier 2008, Marionette a enregistré son premier album Spite, mixé et masterisé par Christian Silver (Sonic Syndicate). Mélange d’élégance, de ténèbres, puissance, agressivité et rapidité, l’album Spite a eu l’effet d'une bombe atomique en avril 2008, recevant critiques délirantes en Europe. L'album est sorti en Amérique du Nord en septembre de la même année par l'intermédiaire de Listenable Records France.
Marionette a fait sa première tournée européenne en octobre 2008 à la suite d'une présentation exclusive au PopKomm de Berlin, renforçant ainsi l'importance croissante du groupe sur la scène européenne. Marionette a ensuite pris la route avec Die Apokalyptischen Reiter (Reiterfestspiele Tour 2008). En 2009 ils rejoignent Deathstars et Sonic Syndicate pour les dates scandinaves en février et mars 2009.
En avril 2009, Marionette rejoint à nouveau Deathstars lors de la tournée britannique de leur Night Electric Night Tour . 
Marionette commence alors à écrire pour son deuxième album Enemies. Fidèle à l'approche établie pour Spite, Marionette a réuni une équipe de production dont Pontus Hjelm (Dead by April) et Åke Parmerud, deux fois lauréat d'un Grammy suédois, Fredrik Nordström (In Flames, At the Gates, Bring me the horizon) et Peter In De Betou (Dimmu Borgir, Meshuggah) respectivement aux tâches de mixage et de mastering.
En novembre 2009, la tournée s'est poursuivie avec les dates scandinaves de Five Finger Death Punch et Shadows Fall et une tournée britannique avec Blessthefall.
L'album Enemies a été nommé pour un Swedish Metal Award dans la catégorie Best Death Metal Album de 2009 .
En juillet 2010, Marionette entre au Studio Fredman avec le producteur Fredrik Nordström pour l'enregistrement du troisième album du groupe, le premier à présenter le nouveau chanteur Alexander Andersson qui remplaça Axel Widén (ZombieKrig) au printemps de la même année.
Le groupe a pris une courte pause à l’enregistrement à l'automne 2010 pour quelques dates de concert au Royaume Uni et au Danemark puis pour accompagner les Dark Tranquillity, également originaire de Göteborg, au cours de leurs dernières dates scandinaves (Where Death Is Most Alive Part II Tour).
En novembre 2010, Marionette a signé un contrat d'édition mondial avec Warner Chappell Music, le troisième groupe de métal à avoir été signé avec la branche suédoise de l'entreprise (les deux autres étant Meshuggah et Sabaton).
En janvier 2011, Marionette part en tournée européenne avec Murderdolls.
Ils achèvent le mixage de leur troisième album Nerve, en février, au PH Studio de Göteborg avec Pontus Hjelm, avec lequel le groupe avait déjà travaillé sur l'album Enemies.
En mai 2011, Marionette annonce une tournée en Europe et au Royaume-Uni (octobre et novembre 2011) avec les suédois pop-métal Dead by April : Danemark, Pays-Bas, Allemagne, Autriche, France et Royaume-Uni. Marionette prévoit d'interpréter le troisième album à tous les spectacles de la tournée.
Marionette accompagne début 2012, à nouveau, le groupe Deathstars pour quelques dates en Europe,.
Marionette sort son quatrième album Propaganda en 2016,, enregistré dans plusieurs studios :
- Chant enregistré par Carlos Sepúlveda au studio Belly of the Whale ;
- Guitares enregistrées au Studio Fredman[15] ;
- Basse et batterie enregistrées par Arnold Lindberg au Sound Industry Studio ;
- Mixage par Carlos Sepúlveda au studio Belly of the Whale ;
- Masterisé par Brad Boatright à Audiosiege[16] ;
- Concept artistique d'Axel Widén[17].

Comme le décrit le Metal Observer, « dans la présentation satirique du disque, le groupe se présente comme un parti politique, mettant en avant des concepts tels que la nature corruptrice du pouvoir politique, l'influence qu'un leader charismatique peut avoir sur les citoyens, ainsi que les conséquences de ce phénomène ». Certains morceaux, dont le tout premier Grey masses gather semblent annoncer un style différent, probablement une des raisons pour lesquelles le Metal Observer ne semble pas avoir beaucoup accroché à ce dernier album. Il est probable que le style musical de certains morceaux ne semble pas « coller » au thème général de l'album, mais ne serait-ce pas précisément le message que Marionette a voulu faire passer ? Notons également que le troisième morceau Dö est chanté en suédois.
En août 2017, Marionette annonce, notamment sur You Tube, la fin du groupe.

## Discographie

### Albums studio[20]
- Spite (2008)
- Enemies (2009)
- Nerve (2011)
- Propaganda (2016)